# Понтетера (Мантова)
Понтетера је насеље у Италији у округу Мантова, региону Ломбардија.
Према процени из 2011. у насељу је живело 603 становника. Насеље се налази на надморској висини од 22 м.